# Blanktjärnen (Offerdals socken, Jämtland)
Blanktjärnen är en sjö i Krokoms kommun i Jämtland och ingår i Indalsälvens huvudavrinningsområde. Blanktjärnen ligger i Oldflån-Ansätten Natura 2000-område.